# Relations entre le Canada et l'Inde
Les relations entre le Canada et l'Inde sont les relations bilatérales du Canada et de la république de l'Inde.
Les deux pays sont d'anciennes colonies britanniques et sont membres à part entière du Commonwealth des nations.
En 1974, l'essai nucléaire Bouddha souriant de l'Inde a mis à rude épreuve les relations entre les deux nations, avec des allégations selon lesquelles l'Inde aurait enfreint les termes du plan de Colombo. L'attentat à la bombe contre le vol Air India 182 en 1985 par des résidents canadiens, qui a tué un certain nombre de citoyens canadiens, a également eu des effets sur les relations pendant une vingtaine d'années.
Bien que Jean Chrétien et Roméo LeBlanc se soient tous deux rendus en Inde à la fin des années 1990, les relations ont de nouveau été interrompues, quoique temporairement, après les essais de Pokhran-II.
Les relations entre les deux pays sont compliquées par la présence d'une importante communauté sikhe qui représente la moitié de la diaspora indienne au Canada.

## Histoire

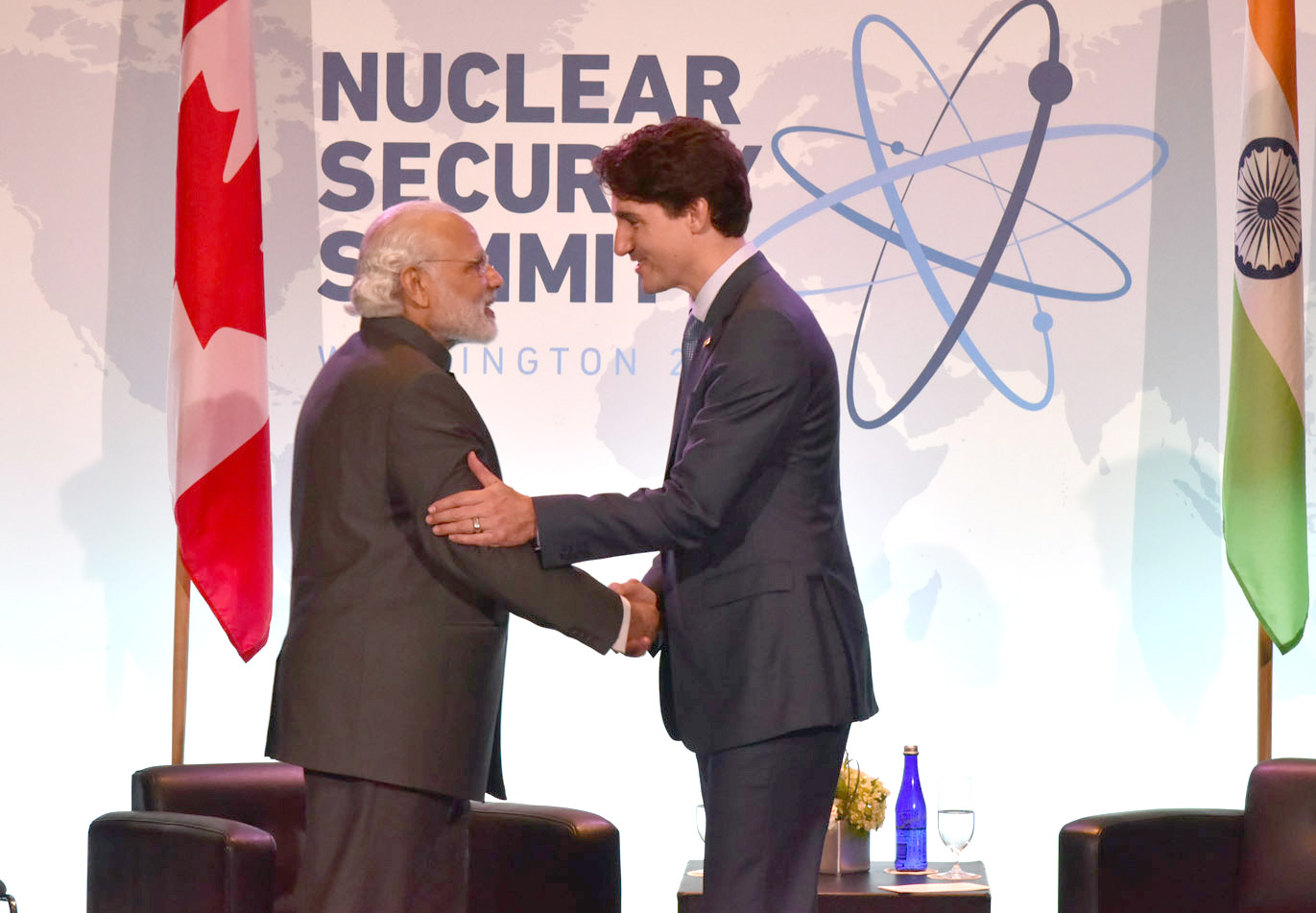
Le Premier ministre indien Narendra Modi avec le premier ministre canadien Justin Trudeau, lors du sommet de la sécurité nucléaire en avril 2016.

Les migrants indiens se sont installés sur la côte ouest du Canada à partir de la fin du XIXe siècle.
Dans les années 1940 et 1960, les relations entre le Canada et l'Inde se sont améliorées en raison des liens personnels qui se sont développés entre le Premier ministre indien Jawaharlal Nehru et deux premiers ministres canadiens qui ont servi pendant ces années : Louis St-Laurent et Lester B. Pearson. Aux Nations unies et au sein du Commonwealth, sur des questions aussi diverses que l'armistice de la guerre de Corée et la crise de Suez, il y a eu une convergence d'intérêt et d'engagement entre les deux pays. Le programme d'aide du Canada à l'Inde a débuté en 1951 et s'est considérablement développé dans le cadre du plan de Colombo. Le Canada a fourni une aide alimentaire, le financement de projets et une assistance technique à l'Inde. Au cours des cinq dernières décennies, l'Inde a été l'un des principaux bénéficiaires de l'aide bilatérale canadienne, qui s'est élevée à plus de 3,8 milliards de dollars canadiens. Dans les années 1960, le Canada a soutenu le projet de la centrale hydroélectrique de Kundah (en) dans le cadre du plan de Colombo.
Deux premiers ministres indiens ont pris la parole lors d'une session conjointe du Parlement canadien : le Pandit Jawaharlal Nehru, le 24 octobre 1949 et Indira Gandhi, le 19 juin 1973.
Les relations indo-canadiennes se sont détériorées à la suite de l'essai nucléaire du Bouddha souriant en mai 1974, lorsque le gouvernement canadien a mis fin à la coopération nucléaire bilatérale avec l'Inde et le Pakistan en 1976 après avoir affirmé que la matière fissile utilisée pour construire le premier dispositif nucléaire indien provenait du réacteur de recherche nucléaire CIRUS fourni par le Canada. Par la suite, le Canada a décidé de ne s'engager dans la coopération nucléaire qu'avec les pays qui ont signé le Traité sur la non-prolifération des armes nucléaires (TNP) et le Traité d'interdiction complète des essais nucléaires (TICE), et qui ont institué des garanties intégrales sur leurs programmes d'énergie nucléaire sous la supervision de l'Agence internationale de l'énergie atomique (AIEA). L'Inde et le Pakistan sont deux pays qui ont tous deux refusé de signer le TNP et ont voté contre les résolutions de l'Assemblée générale des Nations unies qui, selon eux, violent le droit souverain de leur pays de choisir de signer ou non ces traités. Début février 1997, le ministre des Affaires étrangères Inder Kumar Gujral réitère l'opposition de l'Inde au traité, en déclarant que « l'Inde est favorable à toute mesure visant à détruire les armes nucléaires, mais considère que le traité dans sa forme actuelle n'est pas complet et n'interdit que certains types d'essais ». À l'époque, le Canada a constamment refusé de s'engager dans une coopération nucléaire avec l'Inde et le Pakistan tant que ces deux pays ne signeraient pas le traité, mettant ainsi fin pour l'instant à sa collaboration nucléaire avec l'Inde, et portant gravement atteinte aux relations entre les deux nations. Cependant, en 2010, la signature de l'accord de coopération nucléaire (ACN) entre les deux pays marque le début d'une nouvelle ère d'engagement. Un accord de suivi est signé en 2015 pour fournir 3 000 tonnes de concentré d'uranium à l'Inde dans le cadre d'un contrat de cinq ans.
Le premier ministre canadien Jean Chrétien effectue une mission diplomatique en Inde en janvier 1996 avec deux ministres et trois cents personnalités du monde des affaires. Le ministre des Affaires étrangères Lloyd Axworthy se rend en Inde en janvier 1997 au cours de laquelle il inaugure le bureau du haut-commissariat canadien à Chandigarh, capitale des États du Pendjab et de l'Haryana. Le groupe de travail Canada-Inde sur la lutte contre le terrorisme est également créé en 1997, réunissant chaque année plusieurs ministères et agences des gouvernements canadien et indien. L'ancien gouverneur général Roméo LeBlanc effectue une visite d'État en Inde en mars 1998. Le premier ministre Stephen Harper visite l'Inde en novembre 2009.
La Fondation Canada-Inde est active depuis 2007 dans la promotion du soutien au renforcement des relations bilatérales entre le Canada et l'Inde. Le Premier ministre indien Manmohan Singh se rend au Canada en juin 2010 pour le Sommet du G20 à Toronto.
Les relations entre les deux pays reposent sur un engagement mutuel en faveur de la démocratie, du pluralisme et des liens entre les peuples, selon le gouvernement du Canada
L'année 2011 a été baptisée « Année de l'Inde au Canada », une initiative conjointe des deux gouvernements. Sous cette égide, en juin 2011, la Chambre de commerce Indo-Canada a co-organisé avec le gouvernement indien la conférence régionale Pravasi Bhartiya Divas sur la diaspora. Cette conférence a accueilli plus de 1 000 délégués des secteurs gouvernementaux, commerciaux, médicaux, scientifiques et philanthropiques de l'Inde et du Canada. Cet événement a été suivi par la cérémonie des International Indian Film Academy Awards qui s'est tenue à Toronto en juin 2011,.
L'Inde et le Canada prennent des mesures pour devenir des partenaires stratégiques, le premier ministre Stephen Harper effectuant une visite d'État en 2012.

### Importance de la communauté sikhe

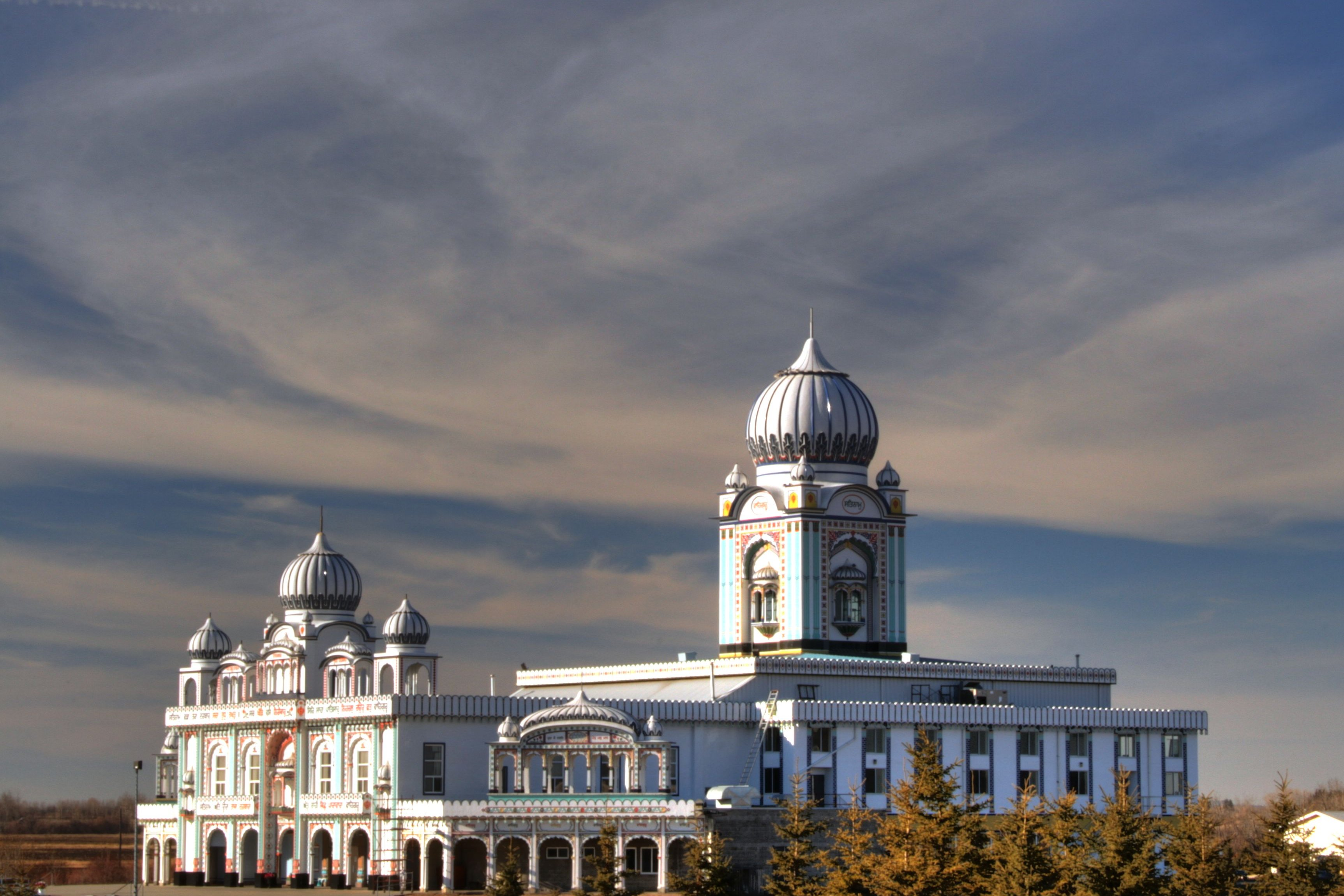
Temple sikh à Edmonton, en Alberta.

La communauté sikhe représente la moitié de la diaspora indienne du pays, soit en 2021, 771 790 personnes. Elle est très intégrée et très active politiquement. Ce poids politique complique les relations diplomatiques entre Ottawa et New Delhi.
En 1985, l'attentat à la bombe contre le vol Air India 182 qui avait décollé de Montréal est perpétré par des terroristes sikhs canadiens voulant venger l’opération du Temple d’Or de 1984. 268 Canadiens perdent la vie dans la pire attaque terroriste de l’histoire du Canada.
En février 2018, le premier ministre Justin Trudeau passe une semaine en Inde pour une visite d'État. La plupart des commentateurs qualifient cette visite d'échec ou de désastre en raison de la tolérance du Canada à l'égard des séparatistes sikhs opérant dans ce pays,.
Une grave crise diplomatique intervient le 19 septembre 2023, après que le Canada a accusé l'Inde d'être impliquée dans l'assassinat du leader sikh Hardeep Singh Nijjar, dans l'ouest du pays. En conséquence, le Canada a expulsé le chef de l'agence de renseignement indienne au Canada (RAW). En représailles, l'Inde a prié un haut diplomate de quitter son territoire dans les cinq jours. Hardeep Singh Nijjar était recherché par les autorités indiennes pour des faits présumés de terrorisme et de conspiration en vue de commettre un meurtre. Plus globalement, le gouvernement et les médias indiens estiment que le Canada ferme les yeux sur les activités de nationalistes sikhs radicaux, qui souhaitent la création d'un Etat sikh indépendant dans le nord de l'Inde. L'Inde a fréquemment dénoncé l'activité de la diaspora sikhe à l'étranger, notamment au Canada, jugée susceptible de relancer le mouvement séparatiste grâce à une aide financière substantielle. Le 14 septembre 2024, l'Inde et le Canada expulsent chacun leur ambassadeur et cinq autres diplomates de haut rang.
À l'automne 2023, de violentes manifestations opposent hindous et sikhs dans les grandes villes canadiennes.

## Économie
En 2009, le commerce bilatéral entre l'Inde et le Canada s'élevait à environ 4,14 milliards de dollars canadiens.